# Debreceni Vasutas SC
Der Debreceni VSC ist ein ungarischer Fußballverein aus Debrecen. Der DVSC (ungarisch Debreceni Vasutas Sport Club; deutsch Debreziner Eisenbahner-Sportverein) wurde am 12. März 1902 gegründet. Seit den Jahren zwischen 1949 und 1955, als der Klub unter dem Namen „Debreceni Lokomotiv“ firmierte, wird der Verein auch vielfach „Loki“ genannt.
Seit dem Aufstieg 1993 bis zum Abstieg in die zweithöchste Spielklasse 2020 spielte der DVSC in der Nemzeti Bajnokság I., der höchsten ungarischen Spielklasse, und gewann seit 2005 siebenmal die Meisterschaft. Zudem wurde der DVSC seit 1999 sechs Mal Pokalsieger. In der Saison 2009/10 gewann der Verein alle vier nationalen Titel, nämlich die Meisterschaft, den Landespokal, den Ligapokal und den Supercup. Nach nur einem Jahr in der Zweitklassigkeit gelang dann der Wiederaufstieg als Zweitligameister in die höchste Spielklasse.

## Aktueller Kader 2024/25
Stand: Februar 2025
| Nr. |                              | Position | Name                     |
| --- | ---------------------------- | -------- | ------------------------ |
| 3   | Ungarn                       | AB       | Csaba Hornyák            |
| 4   | Albanien                     | AB       | Jorgo Pëllumbi           |
| 5   | Ungarn                       | AB       | Bence Batik              |
| 6   | Kroatien                     | MF       | Neven Đurasek            |
| 8   | Ungarn                       | MF       | Tamás Szűcs              |
| 10  | Ungarn                       | MF       | Balázs Dzsudzsák         |
| 11  | Ungarn                       | AB       | János Ferenczi           |
| 13  | Ungarn                       | MF       | Soma Szuhodovszki        |
| 15  | Schweden                     | AB       | Henrik Rönnlöf Castegren |
| 16  | Ungarn                       | TW       | Balász Megyeri           |
| 17  | Ungarn                       | ST       | Donát Bárány             |
| 18  | Nigeria                      | ST       | Shedrach Kaye            |
| 20  | Zentralafrikanische Republik | MF       | Amos Youga               |
| 21  | Ungarn                       | ST       | Dominik Kocsis           |

| Nr. |                | Position | Name               |
| --- | -------------- | -------- | ------------------ |
| 22  | Ungarn         | MF       | Botond Vajda       |
| 25  | Brasilien      | ST       | Maurides           |
| 26  | Ungarn         | AB       | Ádám Lang          |
| 27  | Ungarn         | AB       | Gergő Kocsis       |
| 28  | Osterreich     | AB       | Maximilian Hofmann |
| 29  | Ungarn         | AB       | Erik Kusnyír       |
| 30  | Serbien        | AB       | Aranđel Stojković  |
| 33  | Bulgarien      | MF       | Kristijan Malinow  |
| 42  | Elfenbeinküste | ST       | Yacouba Silue      |
| 47  | Ungarn         | TW       | Krisztián Hegyi    |
| 76  | Ukraine        | MF       | Ivan Polozhyi      |
| 77  | Ungarn         | ST       | Márk Szécsi        |
| 86  | Ungarn         | TW       | Donát Pálfi        |
| 99  | Frankreich     | MF       | Brandon Dominguès  |

## Titel und Erfolge

### Titel
- Ungarischer Meister (7): 2005, 2006, 2007, 2009, 2010, 2012, 2014
- Ungarischer Pokalsieger (6): 1999, 2001, 2008, 2010, 2012, 2013
- Ungarischer Supercup-Sieger (5): 2005, 2006, 2007, 2009, 2010
- Ungarischer Ligapokalsieger (1): 2010

### Erfolge
- Zweiter der ungarischen Meisterschaft: 2008
- Pokalfinalist: 2003, 2007
- Qualifikation zur Gruppenphase der Champions League: 2009

## Vereinsnamen
- 1902–1912 Egyetértés Egyetértés Football Club
- 1912–1948 Debrecen Debreceni Vasutas Sport Club
- 1948–1949 Debrecen Debreceni Vasutas Sport Egyesület
- 1949–1955 Debrecen Debreceni Lokomotív
- 1955–1956 Debrecen Debreceni Törekvés
- 1957–1979 Debrecen Debreceni Vasutas Sport Club
- 1979–1989 Debrecen Debreceni Munkás Vasutas Sport Club (Nach Fusion mit Debreceni Munkás TE)
- 1989–1995 Debrecen Debreceni Vasutas Sport Club
- 1995–1999 Debrecen Debreceni Vasutas Sport Club - Epona
- 1999–2001 Debrecen Debreceni Vasutas Sport Club
- 2001–2002 Debrecen Netforum - Debreceni Vasutas Sport Club
- 2002–2003 Debrecen Debreceni Vasutas Sport Club
- 2003–2004 Debrecen Debreceni Vasutas Sport Club - MegaForce
- 2005–2006 Debrecen Debreceni Vasutas Sport Club - AVE Ásványvíz
- seit 2006 Debrecen Debreceni Vasutas Sport Club - TEVA

## Stadion
Zur Saison 2014/15 zog der Verein in das umgebaute Nagyerdei-Stadion um. Das Oláh Gábor úti Stadion war für rund zwanzig Jahre Austragungsort der Partien des DVSC, da das alte Nagyerdei-Stadion, Spielort von 1934 bis 1993, nach dem Aufstieg in die Nemzeti Bajnokság I. nicht mehr den Ansprüchen genügte.

## Trainer
- Gyula Lóránt (1963)
- Miroslav Beránek (2006–2007)
- Zdeněk Ščasný (2011–2012)